# Paweł Cięszczyk
Paweł Cięszczyk (ur. 6 czerwca 1976 w Goleniowie) – polski naukowiec specjalizujący się w naukach o kulturze fizycznej, od 2020 rektor AWFiS.

## Życiorys
Absolwent I LO w Goleniowie. W 2000 ukończył studia na Wydziale Nauk Przyrodniczych Uniwersytetu Szczecińskiego, a w 2002 na Wydziale Ekonomicznym Uniwersytetu Szczecińskiego, uzyskując tytuł zawodowy magistra ekonomii. Doktorat obronił w 2007, a habilitację w 2013. W 2018 uzyskał tytuł profesora nauk o kulturze fizycznej. W marcu 2020 został pełniącym obowiązki rektora Akademii Wychowania Fizycznego i Sportu w Gdańsku. W styczniu 2024 uzyskał reelekcję na zajmowane stanowisko.